# 제이슨 조던
제이슨 조던(Jason Jordan, 1988년 9월 28일 ~ )은 본명은 네이던 에버하트(Nathan Everhart)다. 미국의 남자 프로레슬링선수다. 키는 190cm 몸무게는 111kg이다. 처음에는 아마추어 레슬러 출신이다. 2011년 프로레슬링 입문했고, NXT 초기에는 자버로 활동했지만 채드 게이블과 아메리칸 알파란 태그팀을 결성한 후 NXT 태그팀 챔피언십을 두고 리바이벌과 명승부를 펼친다. 2016년 8월 2일 WWE 스맥다운에서 채드 게이블하고 같이 팀 아메리칸 알파라는 등장을 한다. 하지만 히스 슬레이터의 프리 에이전트 각본과 I GOT KIDS가 예상 외로 히트하며 태그팀 푸쉬에서 히스 슬레이터 & 라이노에게 순위가 밀려 모호한 활동을 보인다. 스맥다운 태그팀 타이틀 도전권을 와이어트 패밀리에게 뺏겼지만 2016년 12월 27일 스맥다운 라이브에서 WWE 스맥다운 태그팀 챔피언십을 차지한다. 스맥다운 라이브로 온 뒤 우소즈와의 긴 대립이 지리멸렬하게 흘러가다가 2017년 3월 21일 스맥다운에서 스맥다운 태그팀 챔피언십을 우소즈에게 뺏긴다. 커트 앵글의 아들 아였다는 설정으로 WWE RAW로 이적하는데 채드 게이블이 스맥다운 라이브에 잔류해서 아메리칸 알파가 해체된다. 더 미즈와의 대립을 시작으로 솔로로 활동하나 각본도 애매하고 본인 스스로를 증명하지 못하다가 커트 앵글의 지목으로 WWE 서바이버 시리즈 2017에서 스맥다운과의 5대5 제거 매치에 RAW 대표로 출전이 결정된 상황이었다. 하지만 2017년 11월 13일 RAW에서 브레이 와이어트와의 경기 후 각본상 부상을 입었고 커트 앵글의 자진 하차 요구를 거부하다가 트리플 H에게 RAW 대표 자리를 뺏긴 데 이어 페디그리에 당한다. 그리고 2017년 12월 25일 WWE Raw에서 세스 롤린스와 같이 세자로 & 쉐이머스 와의 대결에서 승리하여 WWE Raw 태그팀 챔피언을 얻게 되었다. 로얄 럼블 2018에서 끝내 타이틀을 잃었다. 피니쉬는 앵클 락, 후지어 대디(더블 언더훅 DDT), 조던 슬램(올림픽 슬램)으로 사용을 한다.

## 수상
- FCW 플로리다 태그팀 챔피언 (1회) - CJ 파커
- 랭크드 103 오브 더 탑 500 싱글즈 레슬러 PWI 500 인 2017
- WWE NXT 태그팀 챔피언 (1회) - 차드 게이블
- WWE 스맥다운 태그팀 챔피언 (1회) - 차드 게이블
- WWE RAW 태그팀 챔피언 (1회) - 세스 롤린스